# Het oude stadhuis in Amsterdam bij winter
Het oude stadhuis in Amsterdam bij winter is een schilderij van Abraham Beerstraaten in Museum Boijmans Van Beuningen in Rotterdam.

## Voorstelling
Het stelt het oude, middeleeuwse stadhuis van Amsterdam voor, zoals het was voor het op 7 juli 1652 geheel uitbrandde en voor het vervangen werd door het huidige Paleis op de Dam. Rechts is het oudste gedeelte te zien, daterend uit de 15e eeuw, met in het midden, achter de gotische arcade, de vierschaar. Links is de ingang van de Gasthuissteeg te zien, genoemd naar het voormalige Elisabeths Gasthuis, dat in 1492 bij het stadhuis is gevoegd. Rechts is de ingang van de Vogelsteeg te zien, waaraan sinds 1609 de Amsterdamsche Wisselbank gevestigd was. De toren werd oorspronkelijk bekroond door een hoge spits. Deze moest echter in 1615 wegens bouwvalligheid afgebroken worden. Boven de linker arcade hangt een walvisrib. In de bovenzaal kwam de weeskamer samen.

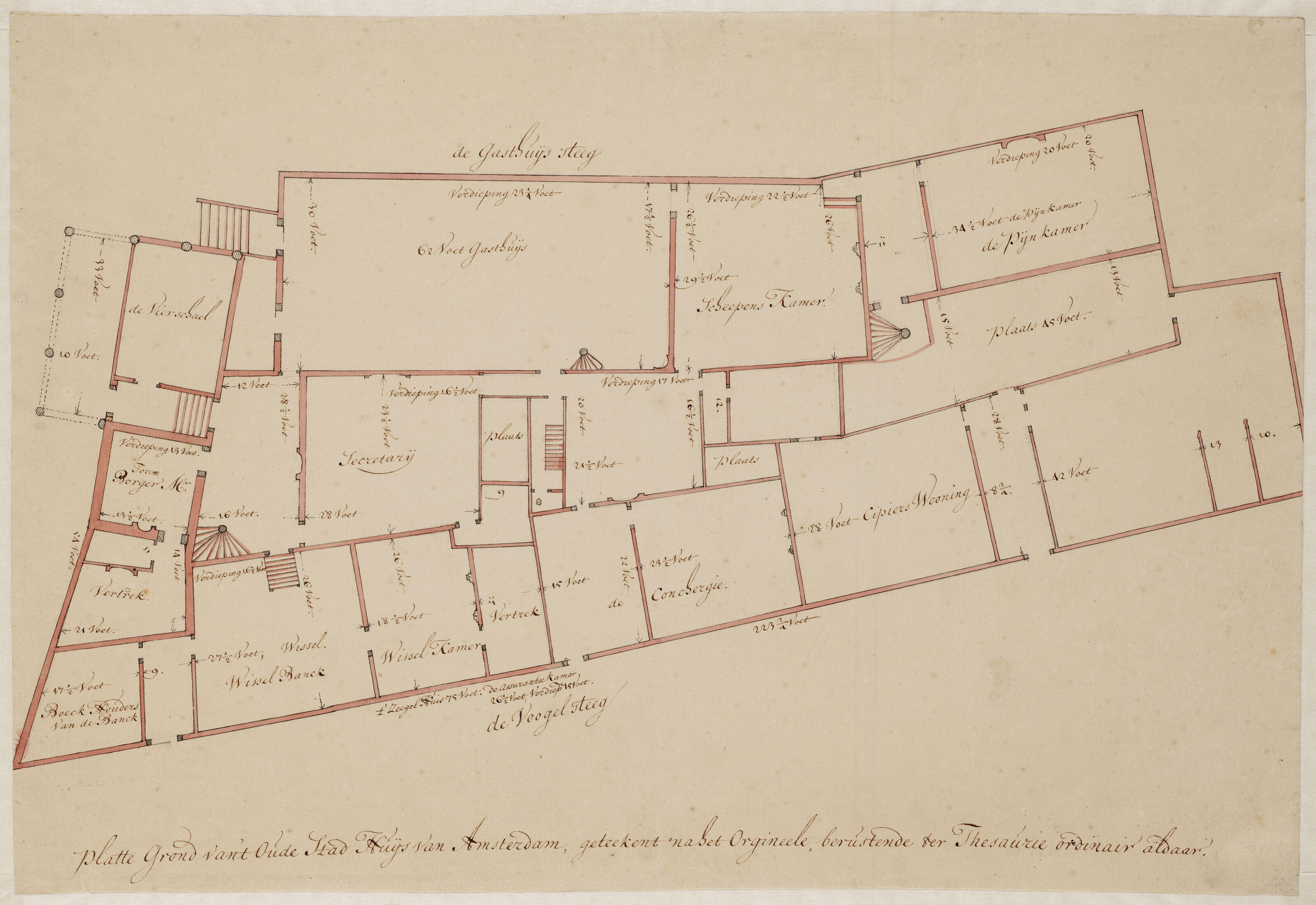
Anoniem. Oude Stadhuis, Amsterdam, plattegrond. 1639. Amsterdam, Stadsarchief Amsterdam.

Op de voorgrond heeft de schilder een groot aantal figuren afgebeeld op een besneeuwde Dam. Linksvoor duwt een man een ton voort. Rechts daarvan een man met een juk met daaraan twee hengselmanden. Rechts een groep mensen rondom een vogelmand.

## Herkomst
Het schilderij werd in 1866 gekocht door Museum Boijmans Van Beuningen.